# Stora Ballagyl
Stora Ballagyl är en sjö i Karlshamns kommun i Blekinge och ingår i Mieåns huvudavrinningsområde. Sjön är 5,3 meter djup, har en yta på 0,0745 kvadratkilometer och befinner sig 97,1 meter över havet.

## Delavrinningsområde
Stora Ballagyl ingår i det delavrinningsområde (624586-144093) som SMHI kallar för Mynnar i Mieån. Medelhöjden är 110 meter över havet och ytan är 5,39 kvadratkilometer. Det finns inga avrinningsområden uppströms utan avrinningsområdet är högsta punkten. Vattendraget som avvattnar avrinningsområdet har biflödesordning 2, vilket innebär att vattnet flödar genom totalt 2 vattendrag innan det når havet efter 23 kilometer. Avrinningsområdet består mestadels av skog (88 %). Avrinningsområdet har 0,15 kvadratkilometer vattenytor vilket ger det en sjöprocent på 1 %.